# باني محمد ولد بركة
باني محمد ولد بركة (مواليد 1944)، هو سياسي مغربي، مؤسس حزب الأمل.
من مواليد عام 1944 بمدينة العيون جنوب المغرب، حاصل على دبلوم الاجازة سنة 1976، خريج المعهد الوطني للدراسات القضائية سنة 1984 ضمن الفوج التاسع للملتحقين القضائيين. كان مكلفا بالمنحة الملكية المخصصة لأبناء الصحراء و موريتانيا من طرف الملك الحسن الثاني.

## من مؤلفاته
مؤلف كتابين قانونيين:
- الأول العون القضائي سنة 1989.
- والثاني: المفوض القضائي سنة 2005.

## أوسمة وتكريمات
حاصل على وسامين ملكيين:
- وسام المسيرة الخضراء سنة 1975.
- وسام الاستحقاق الوطني من الدرجة الممتازة سنة 1996.